# Mameci, Ovruci
Mameci (în ucraineană Мамеч) este un sat în comuna Velîka Cernihivka din raionul Ovruci, regiunea Jîtomîr, Ucraina.

## Demografie
Componența lingvistică a localității Mameci
     Rusă (83,78%)
     Ucraineană (16,22%)
Conform recensământului din 2001, majoritatea populației localității Mameci era vorbitoare de rusă (83,78%), existând în minoritate și vorbitori de ucraineană (16,22%).